# Teatro de ópera

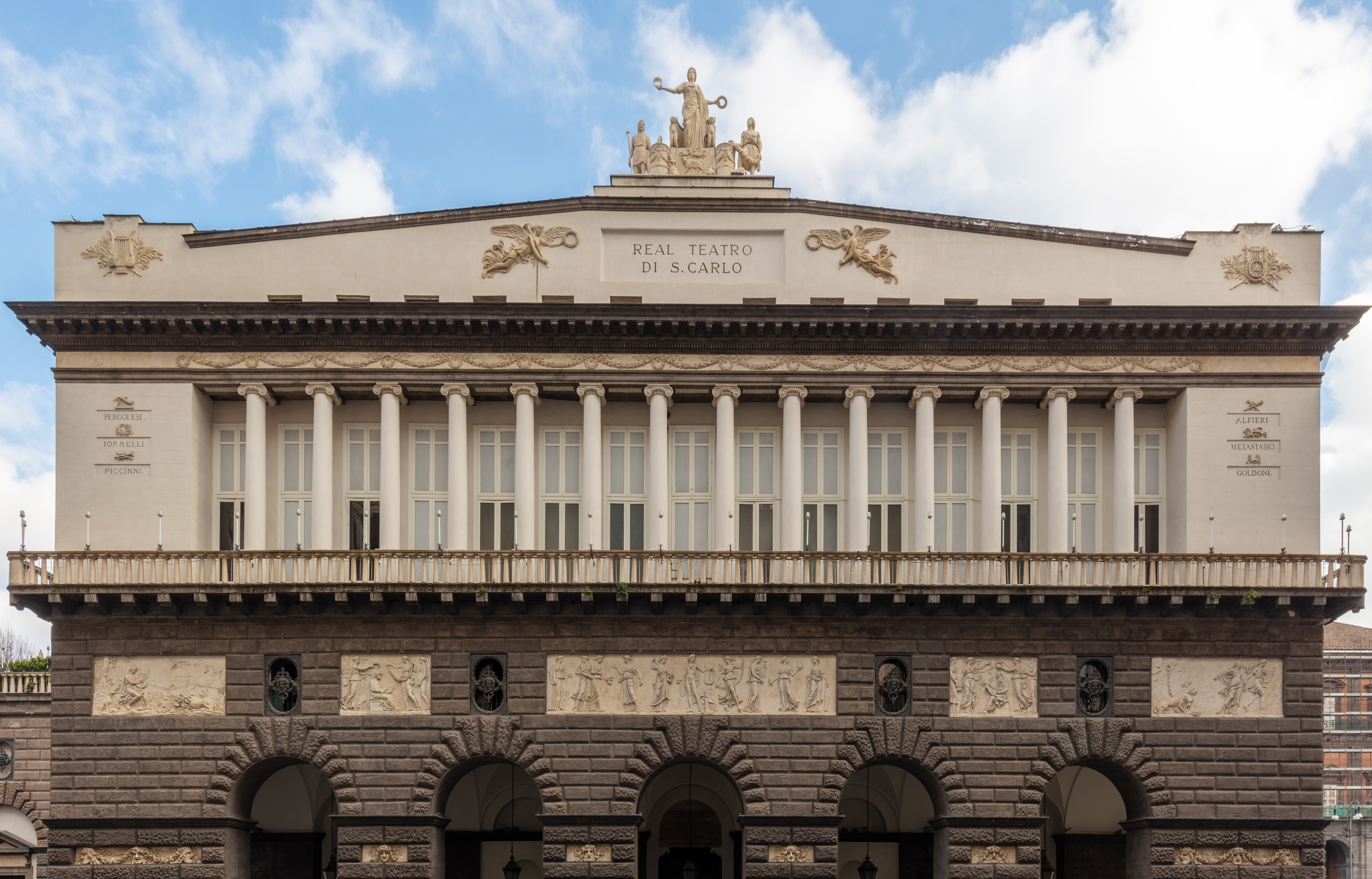
El Teatro di San Carlo de Nápoles es el teatro de ópera en activo más antiguo del mundo.

Un teatro de ópera o simplemente una ópera es un edificio especialmente concebido para la representación de piezas de ópera, aunque también es posible la interpretación de otras artes escénicas, ya que en muchos teatros de ópera, la temporada de ópera es seguida de la temporada de ballet. Ejemplo de ello son la Ópera de Sídney en Australia, el Covent Garden de Londres, el Palais Garnier de París, el Teatro Bolshoi de Moscú o el Teatro alla Scala en Milán.
La primera sala de ópera pública fue el Teatro San Cassiano de Venecia, Italia, que abrió sus puertas en 1637. Italia, país cuya tradición de ópera es popular desde hace siglos, tiene aún un gran número de ellos. En la época de Henry Purcell, no había uno solo en Londres. En Alemania, la primera sala se abrió en 1678. Los primeros teatros de ópera de los Estados Unidos servían a una variedad de funciones, albergando también bailes comunitarios, ferias, piezas de teatro, vodevil y otros eventos musicales.

## Características típicas de un teatro de ópera
Ya que muchas óperas demandan producciones de gran escala, los teatros de ópera son amplios. Generalmente cuentan con más de 1000 localidades, y muchas veces cuentan con un aforo de más de 2000 butacas. No obstante, muchas óperas no requieren producciones de gran tamaño y pueden ser presentadas en teatros más pequeños. Con un aforo aproximado de 3850 localidades, el Met de Nueva York es el teatro de ópera de repertorio más grande del mundo.
En una sala tradicional, el auditorio tiene forma de herradura, su envergadura define pues el aforo. En sus costados, hay filas de balcones y palcos. Tiene por lo general un foso, en el que se puede alojar una orquesta con los músicos sentados a un nivel inferior al del auditorio, para que su interpretación no acalle la de las voces en el escenario. El tamaño de una orquesta de ópera varía, pero para ciertas óperas, oratorios y para algunas obras del periodo romántico, el número de intérpretes puede alcanzar los 100. 
Una ópera puede tener un extenso elenco de personajes, coros, bailarines y supernumerarios. Por ello, un teatro de ópera debe tener muchos camerinos. A menudo, también acogen sus propios talleres de confección de vestuario y de escenografía, y otros espacios de reserva y preparación de maquillaje, máscaras e incluso espacios consagrados a los ensayos.

## Galería

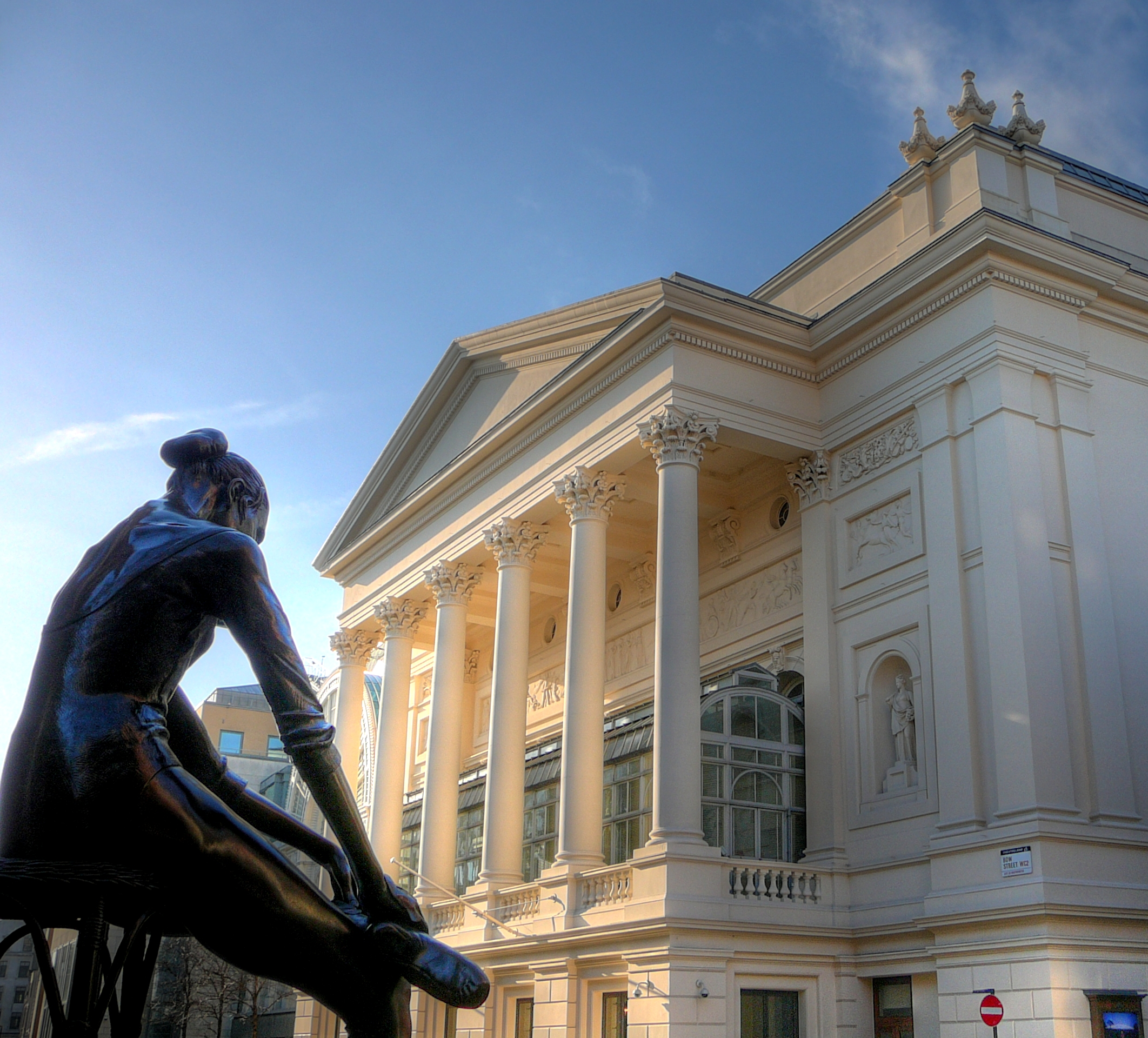
La Royal Opera House (Covent Garden) de Londres, Reino Unido.
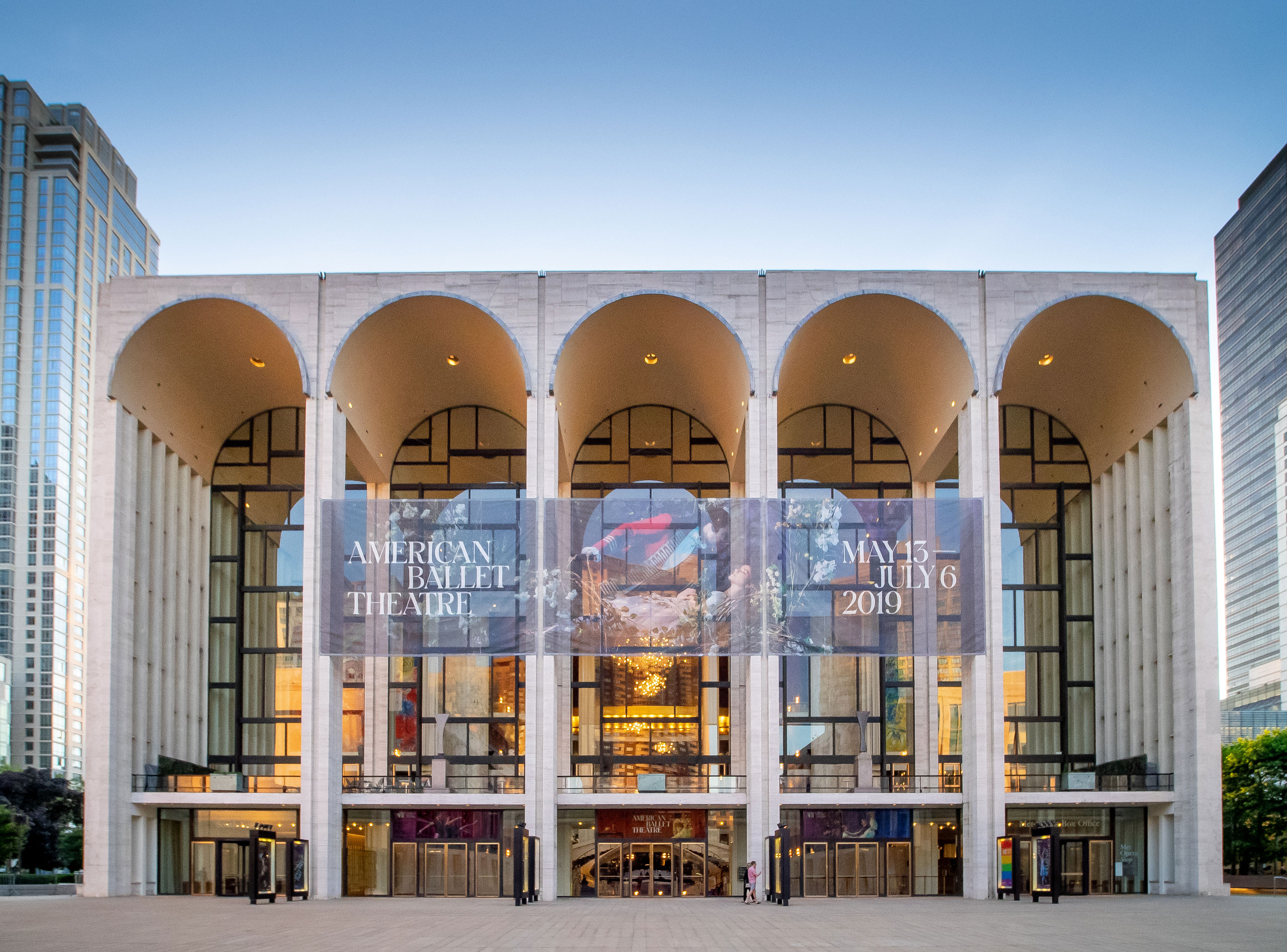
El Met (Lincoln Center) de Nueva York, Estados Unidos.
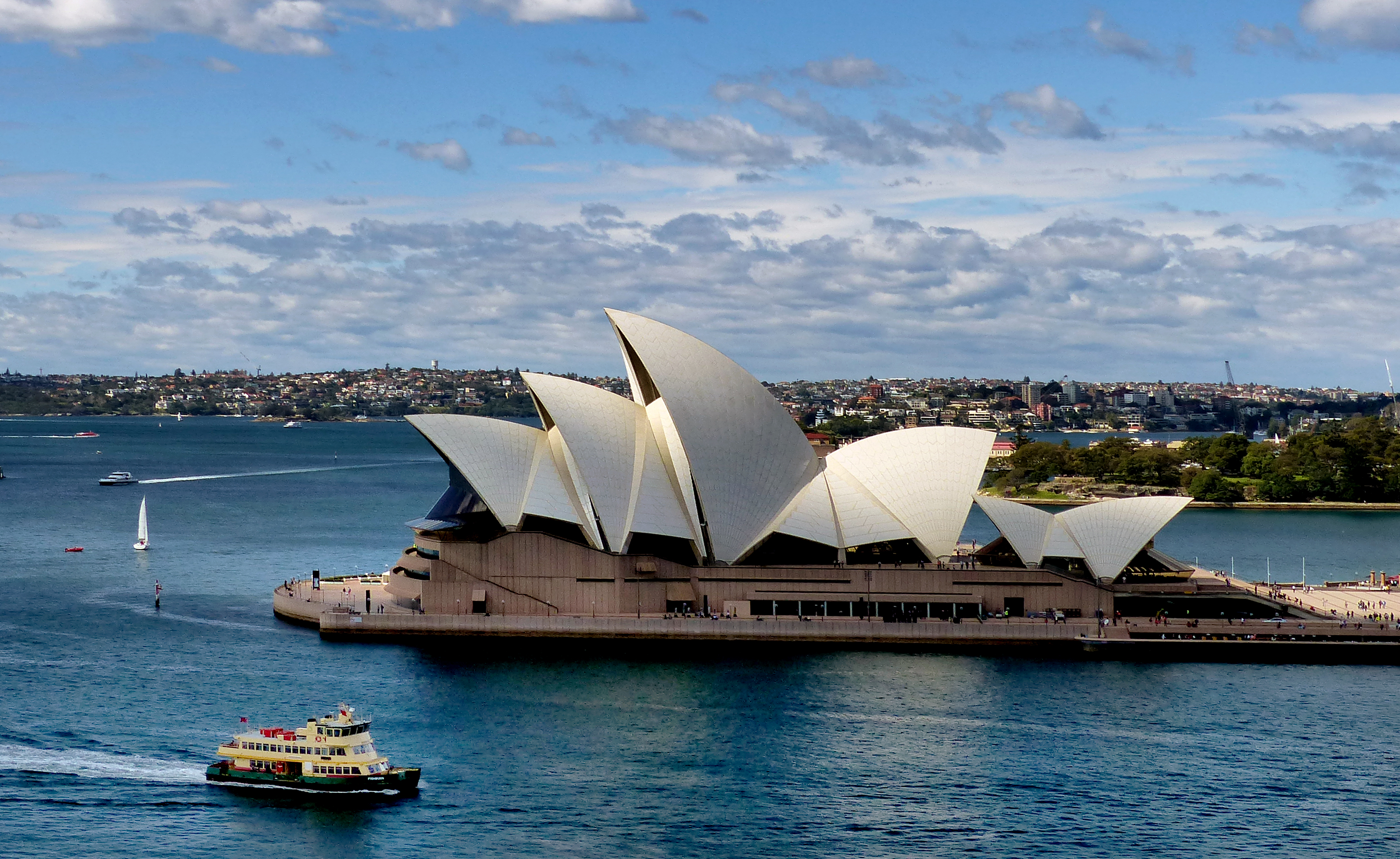
La Ópera de Sídney (Australia).
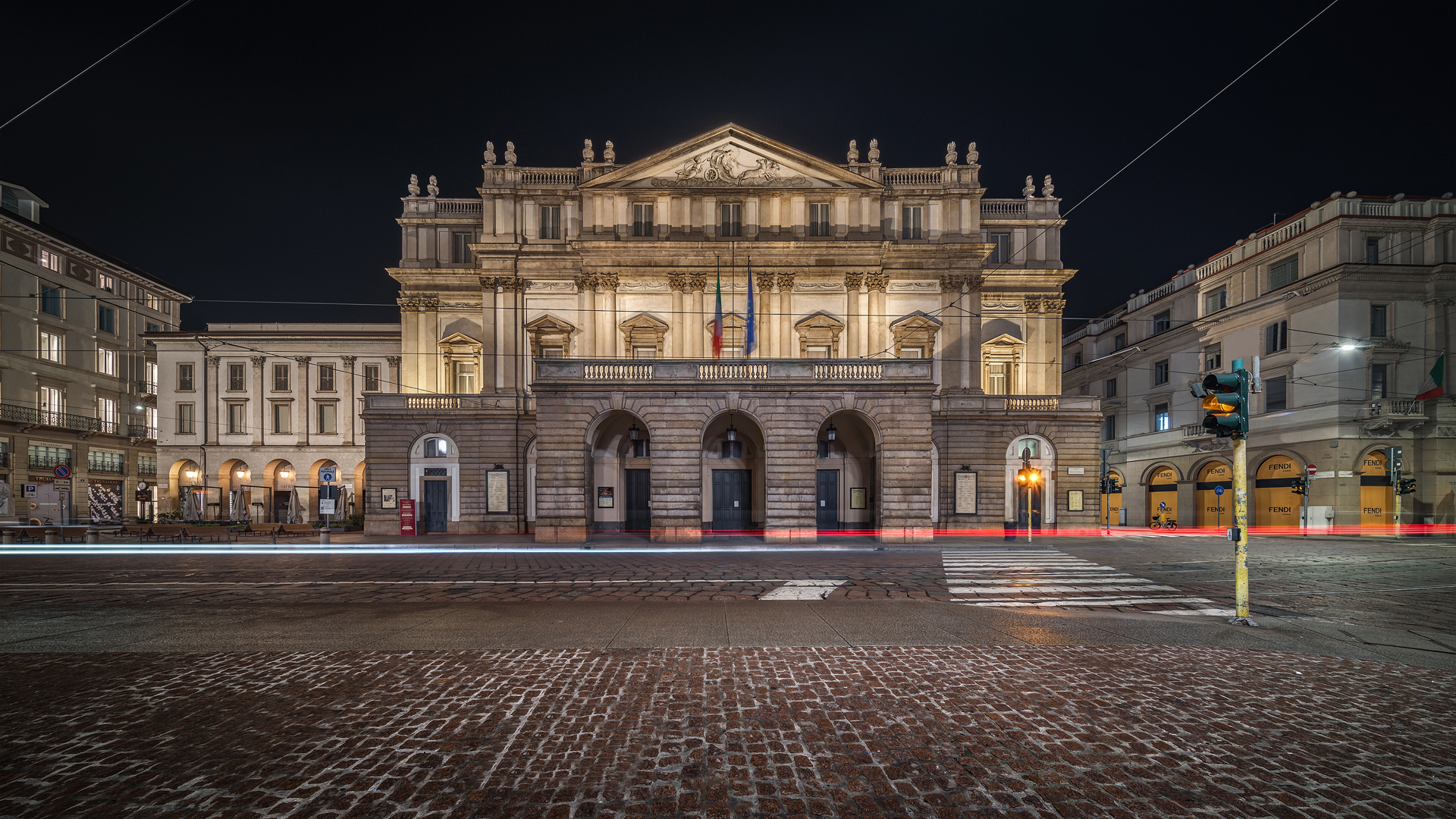
El Teatro alla Scala de Milán, Italia.
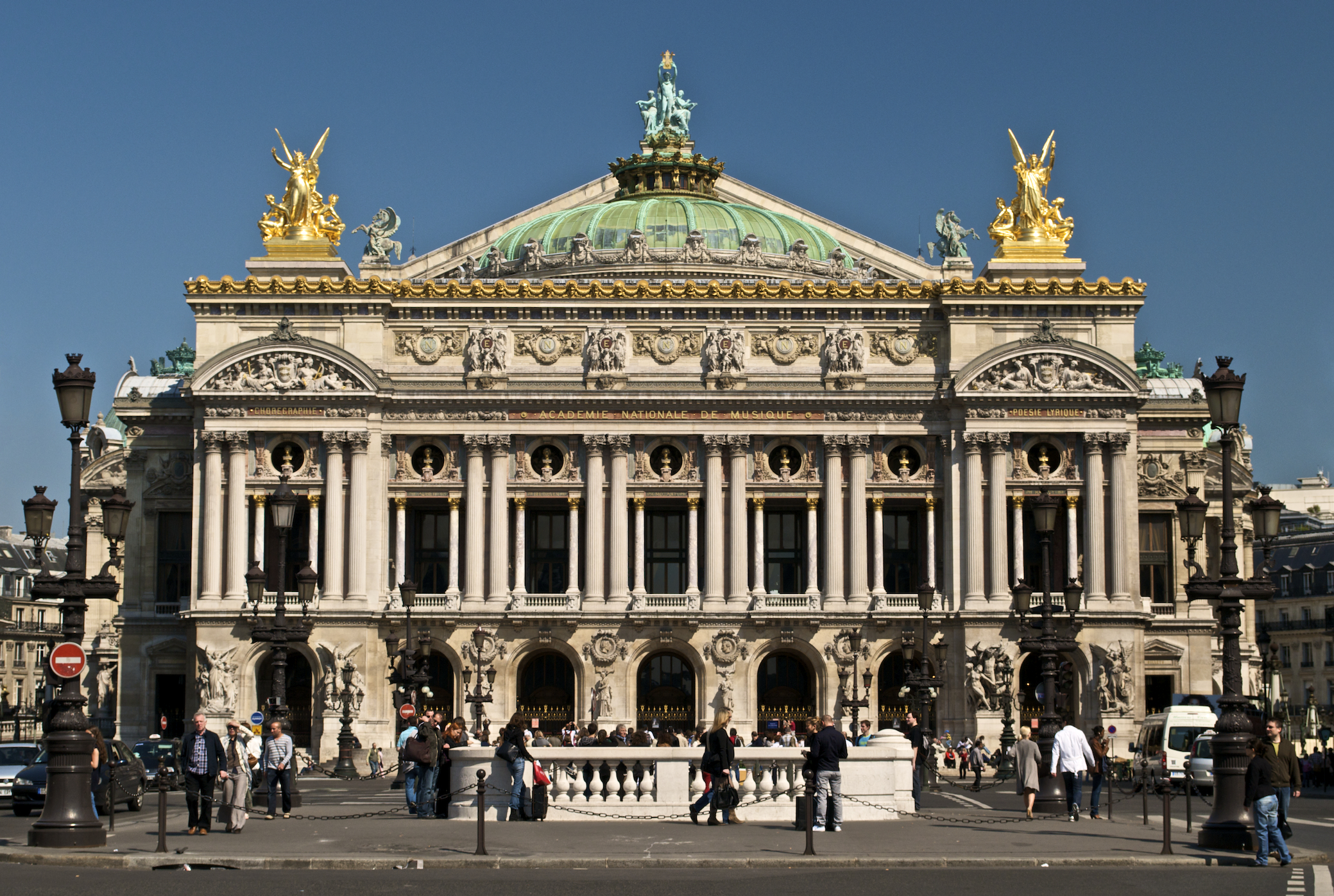
La Ópera Garnier de París, Francia.
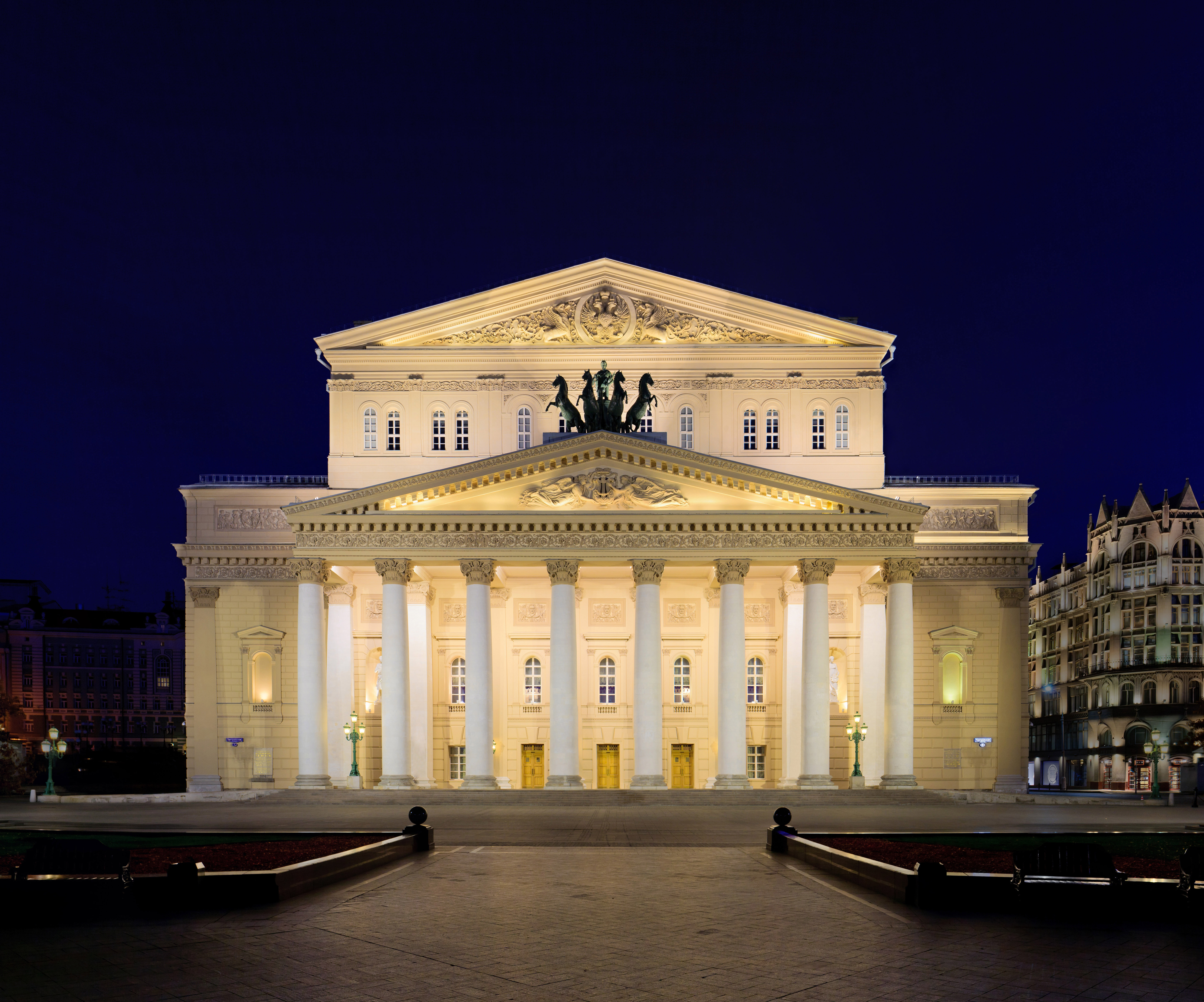
El Teatro Bolshoi en Moscú.
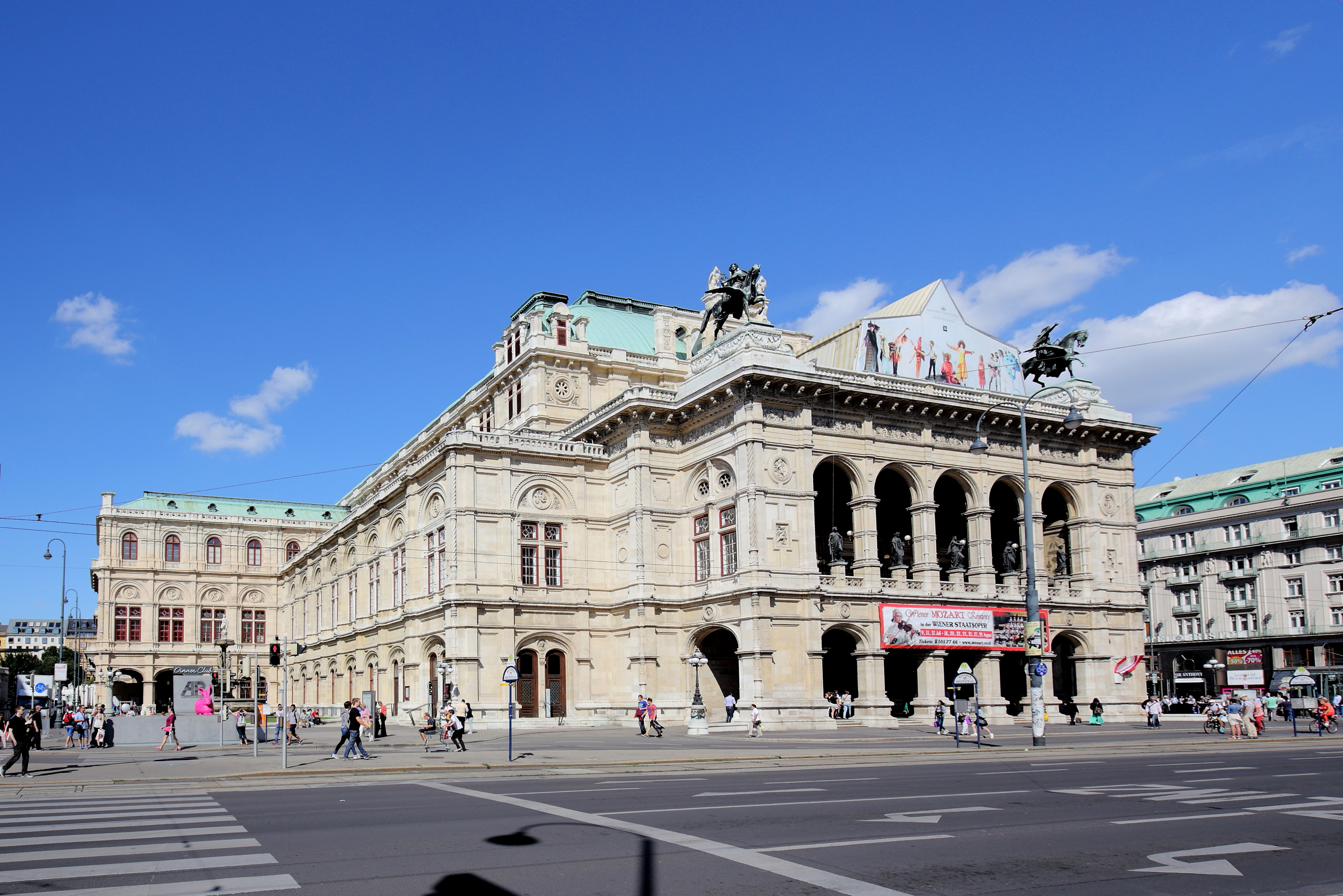
La Ópera Estatal de Viena, Austria.
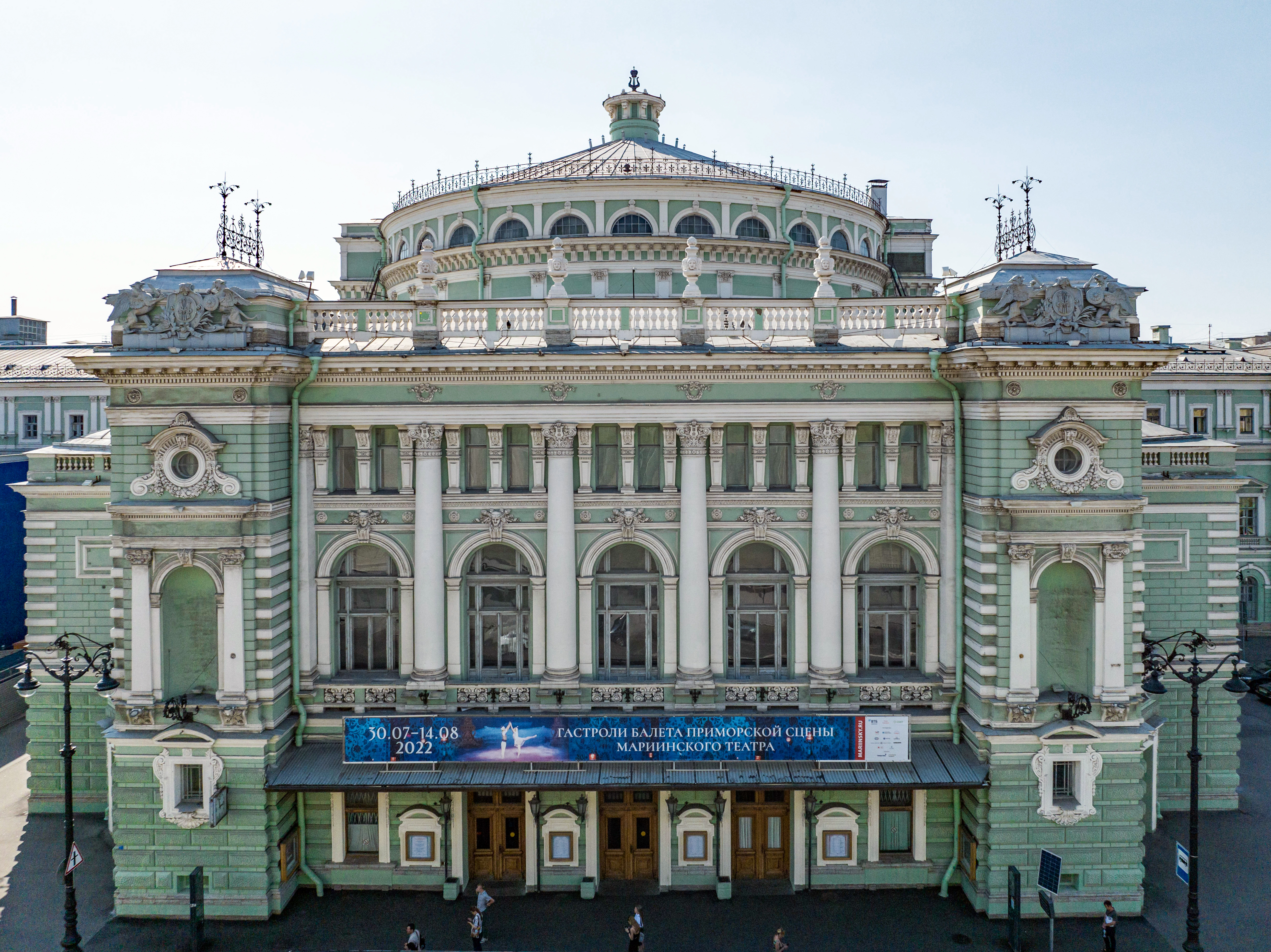
El Teatro Mariinski en San Petersburgo.
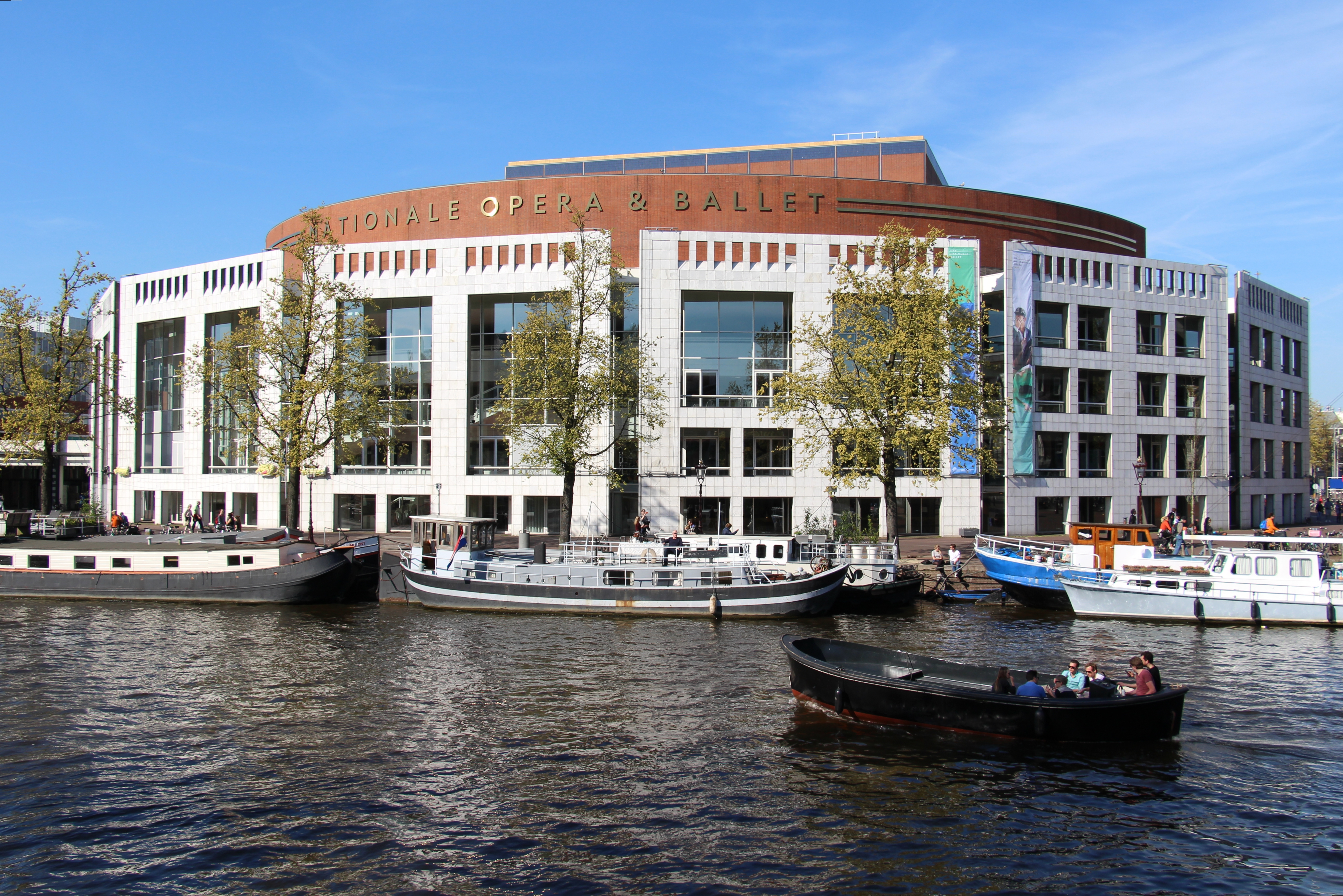
La Ópera y Ballet Nacional en Ámsterdam, Países Bajos.
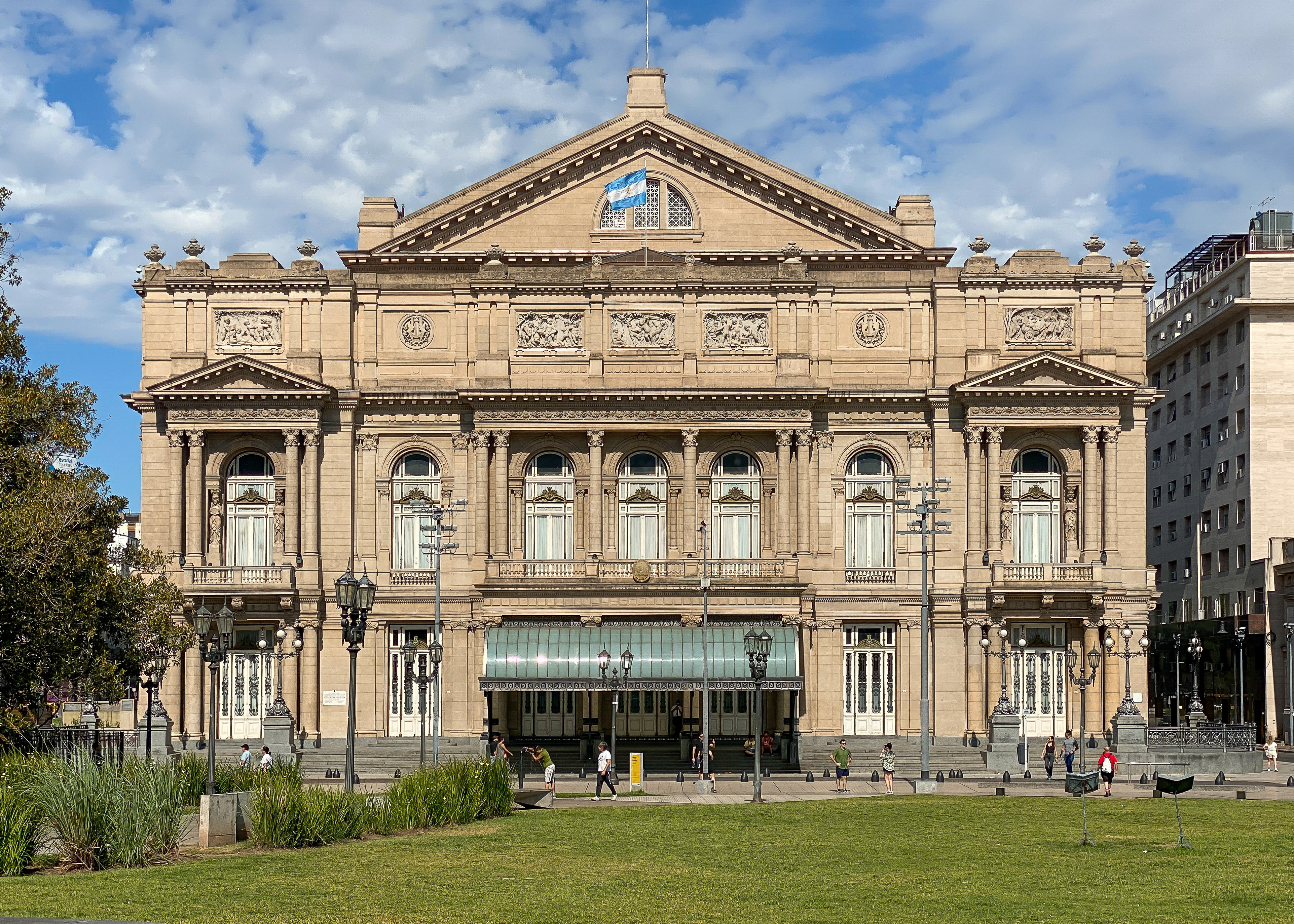
El Teatro Colón de Buenos Aires, Argentina, famoso por su acústica.
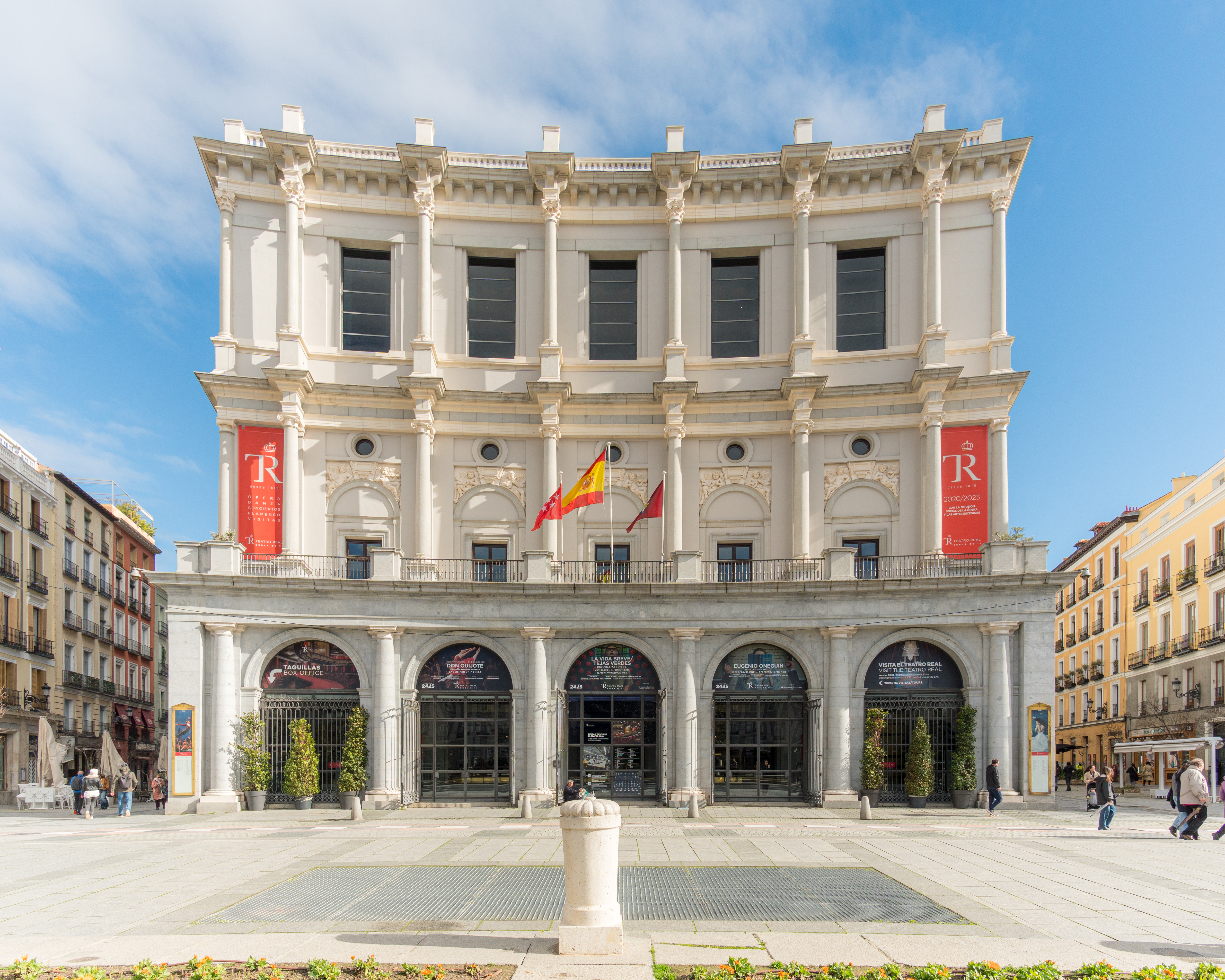
El Teatro Real de Madrid, España.
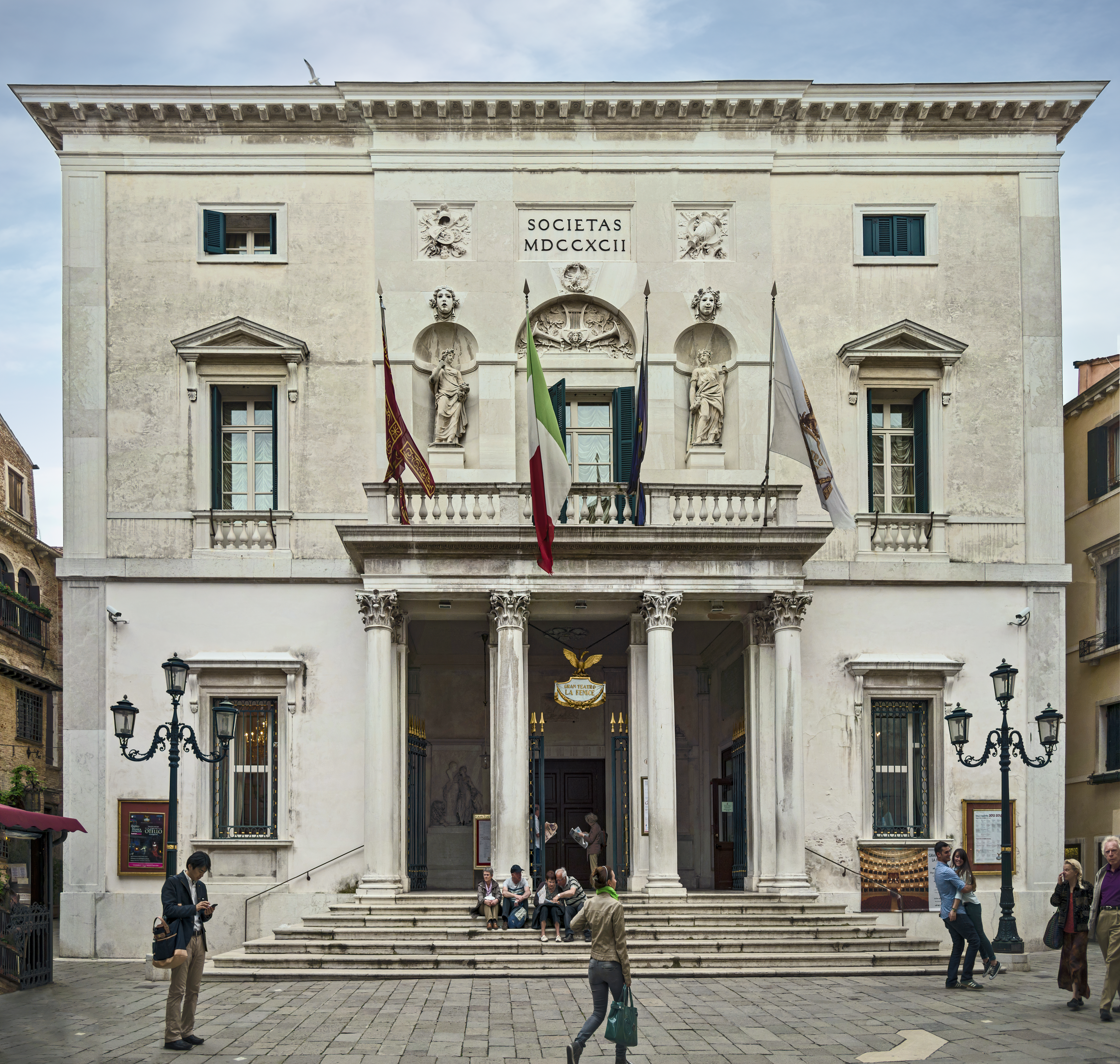
La Fenice en Venecia.
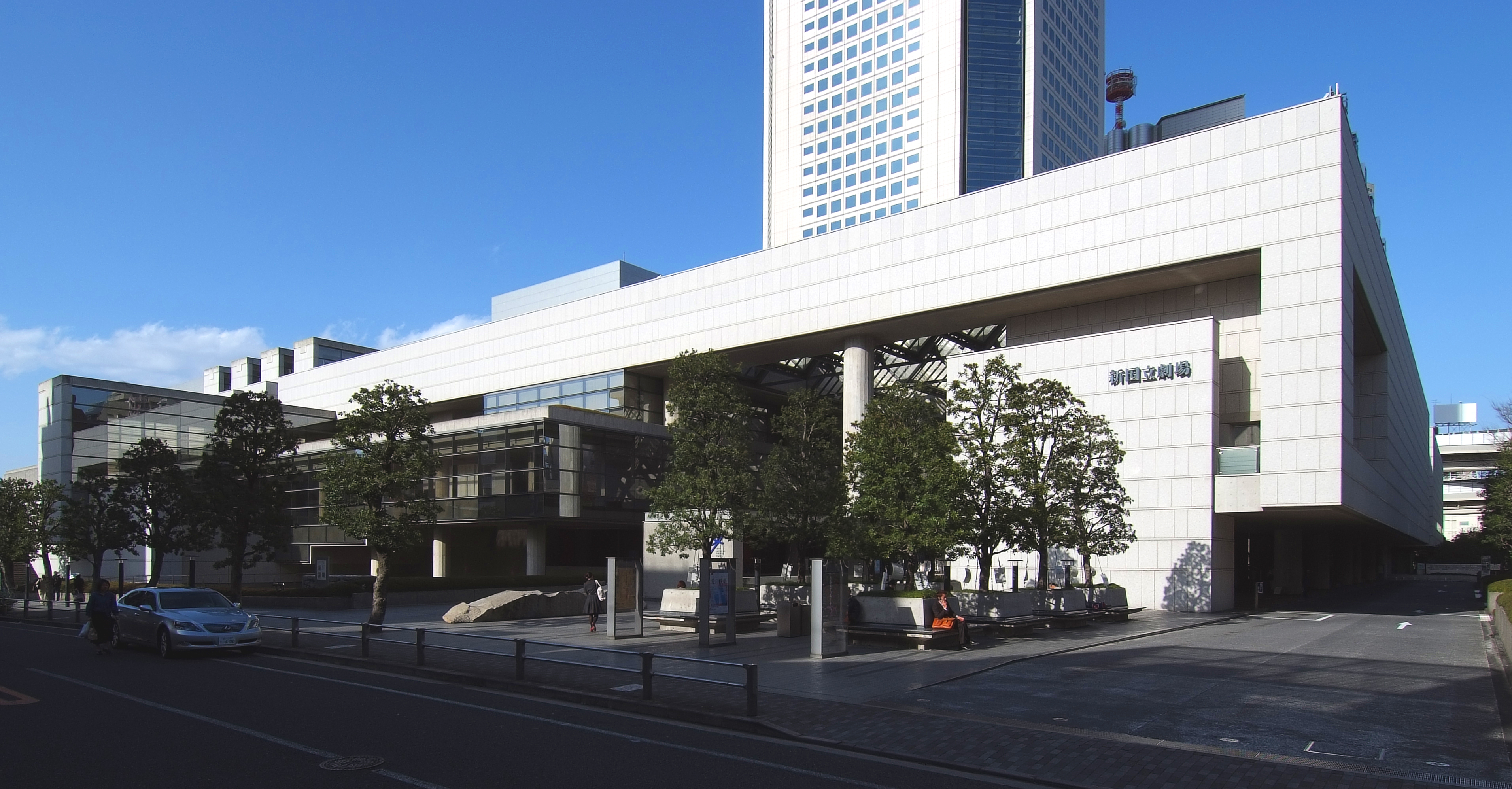
El Nuevo Teatro Nacional de Tokio en Japón.
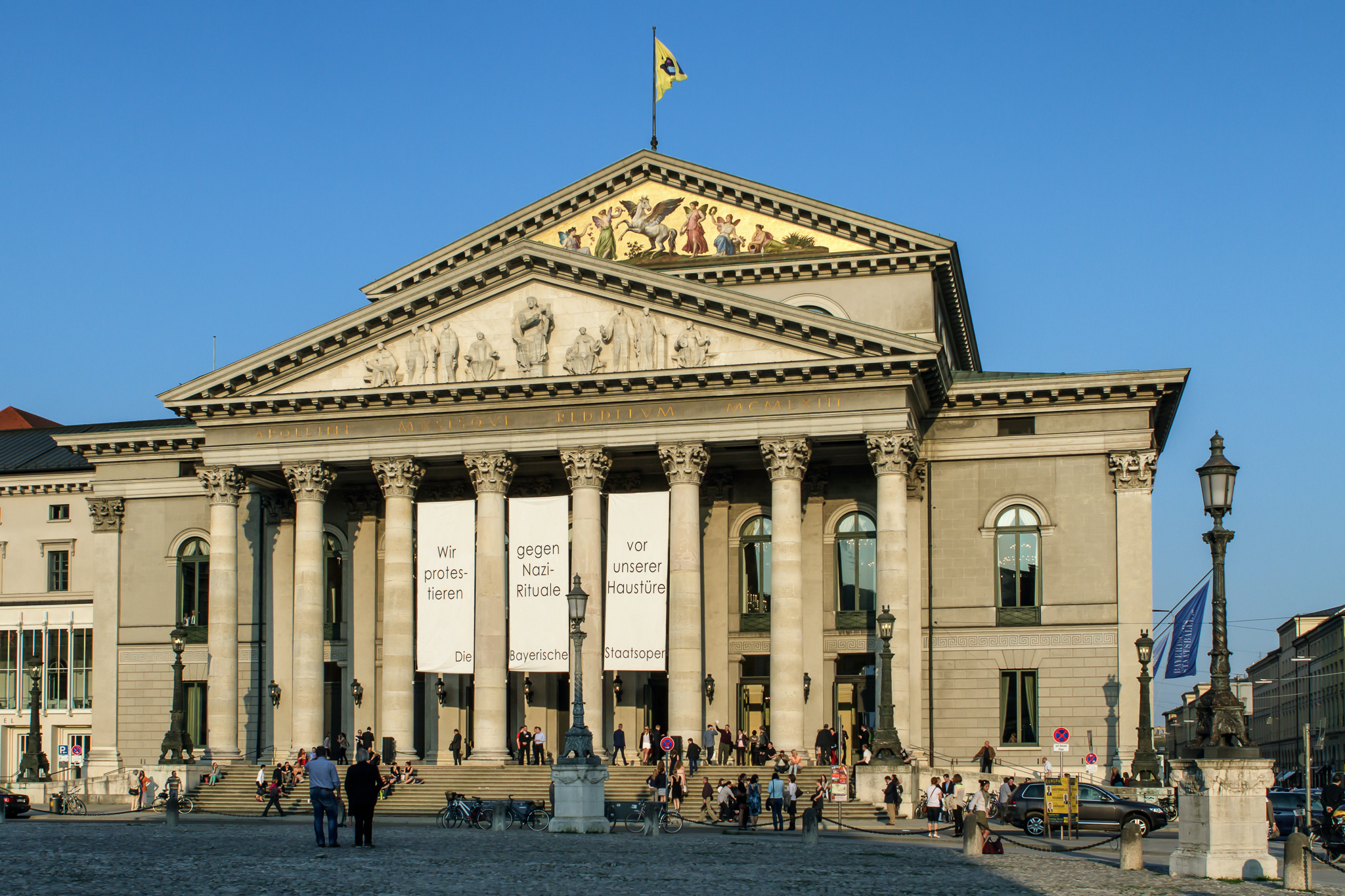
El Teatro Nacional de Múnich, sede de la Ópera Estatal de Baviera.
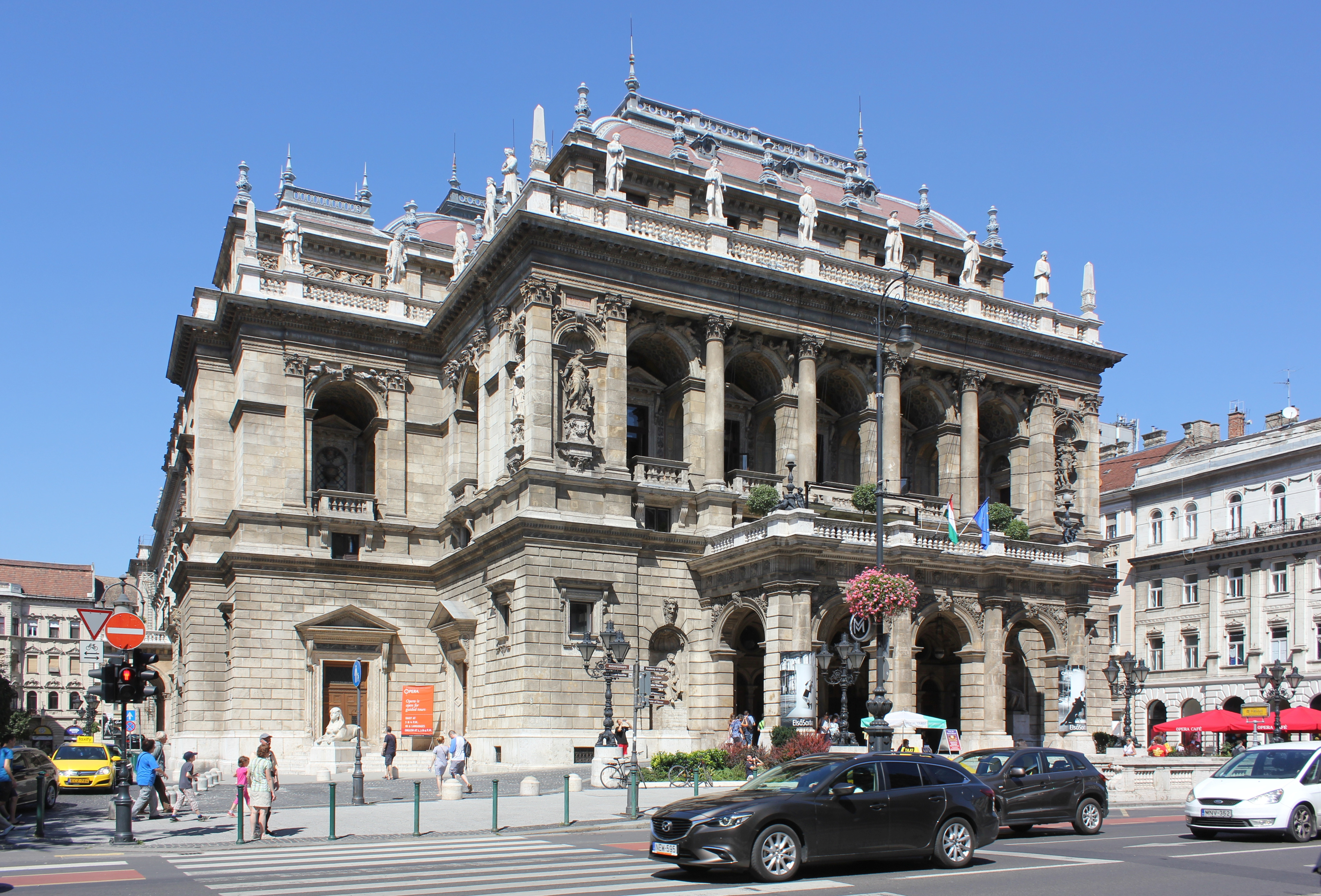
La Ópera Nacional de Hungría en Budapest.